# Капитан Белоусов (ледокол, 1946—1951)
«Капитан Белоусов» — ледокол класса «Wind», построенный в США под названием «Northwind» (WAGB-278) в 1942 году; с 1944 года по 1951 год использовался СССР, сначала под названием «Северный Ветер», затем с 1946 года «Капитан Белоусов»; после возврата США носил имя USS «Northwind» (AGB-5) и затем USCGC «Staten Island» (WAGB-278).
Всего было построено восемь ледоколов класса «Wind».
Постройка «Northwind» («Северный Ветер») началась 9 июня 1942 года на верфи «Western Pipe and Steel Company» в Сан-Педро, США.
Ледокол был спущен на воду 28 декабря 1942 года под названием «Northwind» (WAGB-278) и немедленно по завершении постройки передан СССР в рамках программы Ленд-лиза.
Всего СССР было передано 3 ледокола класса «Wind»: «Southwind», «Northwind» и «Westwind», переименованные соответственно в «Адмирал Макаров», «Северный Ветер» и «Северный Полюс».
В 1946 году после смерти Михаила Прокофьевича Белоусова ледокол «Северный Ветер» был переименован в его честь.
19 декабря 1951 года ледокол «Капитан Белоусов» возвращён США в Бремерхафене (Германия).